# Otolelus pruinosus
Otolelus pruinosus é uma espécie de insetos coleópteros polífagos pertencente à família Aderidae.
A autoridade científica da espécie é von Kiesenwetter, tendo sido descrita no ano de 1861.
Trata-se de uma espécie presente no território português.